# 索莫威爾縣 (德克薩斯州)
索莫威爾縣（英語：Somervell County）位美國德克薩斯州北部的一個縣。面積497平方公里。根据美國2000年人口普查，共有人口6,809人。縣治格倫羅斯（Glen Rose）。
成立於1875年3月13日。縣名紀念德克薩斯共和國戰爭部長亞歷山大·索莫威爾（Alexander Somervell）。